# Крупский, Ян
Ян Крупский (пол. Jan Krupski; 24 июня 1924, Закопане — 8 марта 2018) — польский альпинист, скалолаз, горный спасатель. Участник многих спасательных экспедиций. Почетный член и президент клуба альпинистов-проводников в Закопане. Признан выдающимся проводником среди альпинистов.

## Биография
- В 1939 г. — участник польского сопротивления в защиту народа.
- С 1941 г. — профессионально начал практиковать альпинизм, в том числе в альпинистской группе Юзефа Узнанского, Юзефа Шверка, Ежы Миткевича, Юзефа Янушковского, Александра Тоболевского, Евгения Стжебонского. Становится активистом горного туризма.
- С 1942 г. — служащий железнодорожной станции Закопане (в 1975—1982 стал заместителем железнодорожной станции Закопане).
- В 1943 г. — совершил восхождение по южной «синей» стороне горы Турня.
- С 1945 г. — член Клуба альпинистов, член волонтёрской организации альпинистов скорой помощи.
- С 1950 г. — становится горнолыжным инструктором.
- В 1951 г. — становится альпинистом проводником 2-го класса, получил лицензию гида.
- В 1955 г. — совершает восхождение по восточной стороне горы Гевонт.
- В 1957 г. — совершил восхождение по северной стороне горы Гевонт. Становится инструктором по альпинизму.
- С 1960 г. — становится инструктором-проводником 1-го класса. Совершает восхождение на гору Большой Гевонт. Становится старшим инструктором.
- С 1961 г. — член исполнительного комитета альпинистского клуба в Закопане.
- С 1965 г. — член Комиссии альпинистов в воеводстве и комиссии экзаменующей альпинистов проводников.
- В 1966—1980 гг. и с 1982 г. — президент Клуба альпинистов в Закопане.
- С 1974 г. — стал художником-любителем изображающим в картинах горные пейзажи, жизнь альпинистов-спасателей, портреты гидов.
- С 1975 г. — начались персональные выставки его картин в Закопане, в Кракове и Гдыне.
- В 1976—1977 гг. — руководитель экспедиции в горы Кавказа.
- В 1978 г. — совершил восхождение в Альпы (на Мёнх). Организовал переход гор Татр.
- В 1979—1983 гг. — появляются репродукции его картин в каталоге художников Гдыни, становятся популярными два его стихотворения.
- 5 сентября 2004 г. — признан выдающимся проводником среди альпинистов и награждён за заслуги[2].
- 15 ноября 2004 г. — в Центре горного туризма Кракова прошла выставка его картин.

## Публикации
- Transmisja ze wspinaczki («Tat.» 1947, nr 2-3); (пол.)
- Jak zdobyliśmy północną ścianę Giewontu («Sztandar Młodych» 1957, nr 169); (пол.)